# 洪子偉
洪子偉是中央研究院歐美研究所專任研究副研究員，研究領域為心理學哲學與語言哲學。

## 學歷
- 2011年，英國倫敦大學國王學院哲學博士
- 2007年，英國倫敦大學國王學院心理學哲學碩士
- 2004年，國立台灣大學哲學碩士
- 1999年，國立台灣大學哲學學士

## 經歷
- 2017年，擔任中央研究院歐美研究所副研究員
- 2012年到2017年，擔任中央研究院歐美研究所助研究員
- 1999年到2001年，中華民國陸軍特戰指揮部營搜索排、特戰班班長

## 研究主題
- 心理學哲學
- 語言哲學

## 著作
共同著作
- 存在交涉：日治時期的臺灣哲學 （页面存档备份，存于）
- 啟蒙與反叛：臺灣哲學的百年浪潮 （页面存档备份，存于）

期刊論文
- 化解社會對立？海特的認知模型及其批判 Defusing Social Conflicts? A Critical Note on Haidt's Cognitive Model [1]

文章
- 《啟蒙與反叛》：哲學傳統在臺灣——道統說、取代說、雙源頭說，還是多元競合說？ （页面存档备份，存于）[2]
- 社會何以對立：為什麼大家都相信自己是「正義的一方」？ （页面存档备份，存于）[3]
- 剛果踏察：難民營已關閉， 這裡只剩難民 （页面存档备份，存于）[4]

## 社會參與
- 參與臺灣大學歷史系系學會主辦的「腳踏車雙載：四六事件七十周年暨轉型正義系列活動」講座，演講主題：「百年思潮：論台灣哲學的啟蒙與反叛」，以台灣哲學的角度協助回顧台灣歷史事件。[5][6][7]

- 參與連署要求中央研究院長翁啟惠為「利益揭露與衝突迴避問題」道歉並到立法院說明之聲明。[8]

## 外部連結
- 中央研究院歐美研究所 洪子偉 （页面存档备份，存于）
- Tzu-Wei Hung Associate Research Fellow, Academia Sinica, Taiwan at Google Scholar （页面存档备份，存于）
- 民主社會的價值衝突如何化解？專訪洪子偉 （页面存档备份，存于）

演講與訪談
- YouTube上的有效溝通？先提出對方想不到的論點, Why you should offer new insights in a conflict, 洪子偉 Tzu-wei Hung, TEDxTaipei
- YouTube上的【民視台灣學堂】哲學談，淺淺地: 淺談日治時期的台灣哲學 2017.9.22—沈清楷、葉浩、吳豐維 \ 來賓:洪子偉
- YouTube上的【民視台灣學堂】哲學談，淺淺地:淺談價值衝突 2017.9.29—沈清楷、葉浩、吳豐維 \ 來賓:洪子偉